# Безкрайният влак
„Безкрайният влак“ (на английски: Infinity Train) е американски анимационен сериал, създаден от Оуен Денис, който преди е бил сценарист за „Парк шоу“. През 2022 г. са излъчени след четири сезона, плюс поредица от кратки епизоди.
Пилотът на сериала е излъчен по Cartoon Network на 1 ноември 2016 г., преди да е одобрен като пълен минисериал по време на позитивен отзив, който е излъчен премиерно на 5 август 2019 г. След излъчването на първия сезон, Cartoon Network обяви сериала, който ще продължи като антологичен сериал. Вторият сезон на сериала се излъчва премиерно на 6 януари 2020 г. Третия сезон се излъчва по стрийминг услугата HBO Max на 13 август 2020 г., който съдържа десет епизода, а четвъртия и последен сезон е излъчен на 15 април 2021 г.

## В България
В България сериалът е излъчен по стрийминг услугата Ейч Би О Макс през 2022 г.

### Нахсинхронен дублаж
| Роля        | Изпълнител            |
| ----------- | --------------------- |
| Атикъс      | Александър Добрев     |
| Меган       | Дайяна Димитрова      |
| Машинистът  | Ивет Лазарова-Торосян |
| Амилия      | Ивет Лазарова-Торосян |
| Едно весело | Михаил Сървански      |
| Едно тъжно  | Михаил Сървански      |
| Рандал      | Сотир Мелев           |
| Тюлип       | Татяна Етимова        |
| Котката     | Татяна Захова         |
| Агент Мейс  | Веселин Петров        |
| Луси        | Ангелина Русева       |
| Туба        | Борис Кашев           |
| Рой         | Живко Джуранов        |
| Хейзъл      | Малена Шишкова        |
| Саймън      | Виктор Иванов         |

| Обработка           | студио „Про Филмс“ |
| ------------------- | ------------------ |
| Режисьор на дублажа | Симеон Дамянов     |